# Хубаев, Геннадий Александрович
Геннадий Александрович Хубаев (1912—1971, Москва) — советский партийный деятель.

## Биография
- 1939—1945 — участник Великой Отечественной войны в составе 1-го мсп НКВД, затем оиптдн НКВД.
- 1948—1950 — председатель Калужского горисполкома
- февраль 1950 — январь 1954 — 1-й секретарь Калужского горкома ВКП(б) — КПСС
- январь — июль 1957 — секретарь Кабардино-Балкарского обкома КПСС
- июль 1957 — февраль 1968 — 2-й секретарь Кабардино-Балкарского обкома КПСС
- 1968—1971 — заместитель министра финансов РСФСР.

Депутат Верховного Совета РСФСР III—IV и VI—VII созывов. Делегат XIX, XXII—XXIII съездов КПСС.
Похоронен на Новодевичьем кладбище (7 участок).